# Mateusz Sakowicz
Mateusz Sakowicz – polski dyplomata i urzędnik służby cywilnej, od 2024 konsul generalny RP w Nowym Jorku.

## Życiorys
Mateusz Sakowicz ukończył studia politologiczne ze specjalizacją stosunki międzynarodowe oraz podyplomowe studia administracji europejskiej na Uniwersytecie im. Adama Mickiewicza w Poznaniu.
W 2006 został zatrudniony w Ministerstwie Spraw Zagranicznych. Przez blisko trzy lata pracował w Wydziale Polityczno-Ekonomicznym Ambasady w Dublinie. Następnie wykonywał obowiązki w Departamencie Zagranicznej Polityki Ekonomicznej oraz w Departamencie Polityki Bezpieczeństwa MSZ. W latach 2011–2013 był delegowany jako ekspert narodowy w randze II sekretarza do Stałego Przedstawicielstwa Unii Europejskiej przy Narodach Zjednoczonych w Nowym Jorku, gdzie zajmował się między innymi zagadnieniami: rozbrojenia, nieproliferacji, przeciwdziałania terroryzmowi oraz reżimami sankcyjnymi. Później pracował w Wydziale Politycznym Stałego Przedstawicielstwa RP przy Narodach Zjednoczonych w Nowym Jorku, gdzie odpowiadał za kwestie pokoju i bezpieczeństwa w Afryce, problematykę humanitarną oraz kampanię RP na niestałego członka Rady Bezpieczeństwa ONZ (2018–2019). Następnie był naczelnikiem Wydziału Politycznego Departamentu Narodów Zjednoczonych i Praw Człowieka MSZ oraz zastępcą dyrektora tamże. Od sierpnia 2020 do czerwca 2024 pełnił funkcję zastępcy Stałego Przedstawiciela RP przy Narodach Zjednoczonych w Nowym Jorku, gdzie nadzorował pion polityczny placówki.
1 lipca 2024 został Konsulem Generalnym RP w Nowym Jorku.
Żonaty z Bogną Bernaciak-Sakowicz. Posługuje się: angielskim, francuskim i niemieckim.
W 2019 „za zasługi w służbie zagranicznej i działalności dyplomatycznej” został odznaczony Brązowym Krzyżem Zasługi.